# Josef Palme
Josef Palme (* 15. Februar 1859 in Kittlitz; † 22. Oktober 1935 in Hadersdorf-Weidlingau) war ein österreichischer Privatbeamter und Politiker (SDAP). Palme war Abgeordneter zum Landtag von Niederösterreich und Landesrat in der Niederösterreichischen Landesregierung.
Palme wurde als Sohn eines Glasmalers und Wirtschaftsbesitzers geboren und besuchte nach der Volksschule eine Fortbildungsschule für Glas und Keramik. Er erlernte den Beruf des Glasmalers und arbeitete ab 1881 für eine Fächerfabrik in Wien. Palme stieg zum Atelierleiter auf und war zuletzt Privatbeamter in Weidlingau.
Ab 1889 war Palme Mitglied des Gemeinderats von Hadersdorf-Weidlingau. Er hatte zudem die Funktion eines Wirtschaftsrats und Armenrats in der Gemeinde inne und übernahm für zwei Jahre das Amt des Bürgermeisters. Palme schloss sich in der Gründungsphase der Sozialdemokratischen Arbeiterpartei an und wurde von dieser 1918 in den Staatsgerichtshof entsandt. 1919 wurde er zudem Landeskulturrat. Er gehörte vom 20. Mai 1919 bis zum 11. Mai 1921 während der Trennungsphase Wiens von Niederösterreich dem Niederösterreichischen Landtag an (zuerst vom 20. Mai 1919 bis zum 10. November 1920 im Gemeinsamen Landtag, danach vom 10. November 1920 bis 11. Mai 1921 im Landtag von Niederösterreich-Land), wobei er ab 10. November 1920 der Kurie Niederösterreich Land angehörte. Er war danach vom 11. Mai 1921 bis zum 21. Mai 1932 erneut Abgeordneter zum Landtag und vertrat die Sozialdemokraten vom 30. November 1920 bis zum 11. Mai 1921 als Landesrat der Landesregierung von Niederösterreich-Land an. Nach der Abspaltung Wiens war Palme auch vom 11. Mai 1921 bis zum 20. Mai 1927 Landesrat, zudem vertrat er Niederösterreich fast zeitgleich, also vom 12. Mai 1921 bis zum 20. Mai 1927 im Bundesrat (I., II. und III. Gesetzgebungsperiode). In den Jahren 1919–1921 und 1929–1934 fungierte er als Bürgermeister von Hadersdorf.
Im Jahr 1966 wurde in Wien-Penzing (14. Bezirk) der Josef-Palme-Platz nach ihm benannt.